# Marcin Turowski
Marcin Turowski (ur. II poł. lat 90. XI wieku w Turowie, zm. 1150 na wyspie Bołoń) – święty mnich prawosławny. 

## Życiorys
Jego młodość i wczesna działalność są nieznane. Już jako zakonnik jest wzmiankowany w Opowieści o Borysie i Glebie, jest też bohaterem żywota napisanego przez biskupa i późniejszego świętego Cyryla Turowskiego zatytułowanego Słowo o Marcinie mnichu. 
Mnich Marcin był kucharzem kolejnych biskupów turowskich: Szymona, Ignacego, Joachima i Jerzego. Ten ostatni, widząc podeszły wiek zakonnika, pozwolił mu zaprzestać wykonywania tej pracy i zamieszkać samotnie w porzuconym klasztorze Świętych Borysa i Gleba na wyspie Bołoń w rozlewisku Prypeci. Zakonnik żył tam do 1149, kiedy ciężko zachorował, a żaden inny mnich nie był w stanie dostać się na wyspę. Wówczas według hagiografii mnicha mieli odwiedzić święci Borys i Gleb, uzdrawiając go. Marcin zmarł w opinii świętości dopiero w roku następnym. 